# کانتون (ماساچوست)
کانتون(به انگلیسی: Canton) شهرکی در شهرستان نورفولک ایالت ماساچوست می‌باشد که در سال ۱۷۹۷ بنیان‌گذاری شده‌است. این شهرک در سرشماری سال ۲۰۱۰ میلادی، ۲۱٬۵۶۱ نفر جمعیت داشته‌است.